# П-812 «Неретва»
| Підводний човен «Неретва»  | Підводний човен «Неретва» | Підводний човен «Неретва» |
| -------------------------- | ------------------------- | ------------------------- |
| Неретва Neretva            |                           |                           |
|                            |                           |                           |
|                            |                           |                           |
| Під прапором               | Югославія                 | Югославія                 |
| Спуск на воду              | 1961 рік                  | 1961 рік                  |
| Проєкт                     |                           |                           |
| Основні характеристики     |                           |                           |
| Швидкість (надводна)       | 14 вузлів (дизель)        | 14 вузлів (дизель)        |
| Швидкість (підводна)       | 9 вузлів (електродвигун)  | 9 вузлів (електродвигун)  |
| Автономність плавання      | 4800 миль (на 9 вузлах)   | 4800 миль (на 9 вузлах)   |
| Екіпаж                     | 38 чоловік                | 38 чоловік                |
| Розміри                    |                           |                           |
| Довжина найбільша (по КВЛ) | 60 м                      | 60 м                      |
| Ширина корпусу найб.       | 6,6 м                     | 6,6 м                     |
| Середня осадка (по КВЛ)    | 4,8 м                     | 4,8 м                     |
| Водотоннажність надводна   | 820 т                     | 820 т                     |
| Озброєння                  |                           |                           |
| Торпедно- мінне озброєння  | 6 x 533-мм ТА (8 торпед)  | 6 x 533-мм ТА (8 торпед)  |

П-812 «Неретва» (серб. П-812 Неретва, хорв. P-812 Neretva) — підводний човен ВМС Югославії типу «Сутьєска». Названий на честь битви на Неретві.

## Історія створення
Підводний човен П-812 «Неретва» був збудований у 1961 році на верфі «Uljanik Brodogradilište» в Пулі. Ніс службу у складі ВМС Югославії.
У 1987 році виключений зі списків флоту і проданий на злам.